# Barsebäckshamn
Barsebäckshamn  är en tätort i Kävlinge kommun i Skåne län, ca 15 km sydväst om Kävlinge. 

## Ortnamnet
Tidigare hette tätorten Barsebäcks (fiske)läge eller bara Läget. På dialekt: Lajjed eller Læjjed. Dialekt- och ortnamnsarkivet i Lund motsatte sig i början på 1980-talet valet av namnet Barsebäckshamn för bebyggelsen i och kring det gamla Barsebäcks (fiske)läge. Arkivchefen Göran Hallberg skrev i Sydsvenska ortnamnssällskapets årsskift 1984: "Av kulturhistoriska skäl är enligt DAL det flerhundraåriga -läge (känt i skrift sedan 1500-talet), att föredra framför det i sen tid - först på 1900-talet - påklistrade -hamn, som har en snävare semantisk räckvidd." www.barsebackshamnalag.se

## Historik
Den moderna hamnen byggdes 1879-82, och övertogs 1922 av staten och moderniserades då. År 1907 anlades Kävlinge-Barsebäcks Järnväg som då fick sin ändstation här, och i anslutning till detta anlades även Sjöbobadets turisthotell. 
År 1914 byggdes här en biologisk station av Lunds universitet. 
I hamnen ligger Sjöräddningssällskapets Räddningsstation Barsebäckshamn.
Väster om Barsebäckshamn i Öresund ligger kasunfyren Pinhättan.

### Befolkningsutveckling
| Befolkningsutvecklingen i Barsebäckshamn 1980–2020 | Befolkningsutvecklingen i Barsebäckshamn 1980–2020 | Befolkningsutvecklingen i Barsebäckshamn 1980–2020 | Befolkningsutvecklingen i Barsebäckshamn 1980–2020 | Befolkningsutvecklingen i Barsebäckshamn 1980–2020 |
| -------------------------------------------------- | -------------------------------------------------- | -------------------------------------------------- | -------------------------------------------------- | -------------------------------------------------- |
|                                                    |                                                    |                                                    |                                                    |                                                    |
| År                                                 |                                                    |                                                    | Folkmängd                                          | Areal (ha)                                         |
| 1980                                               | 1980                                               |                                                    | 231                                                |                                                    |
| 1990                                               | 1990                                               |                                                    | 300                                                | 38                                                 |
| 1995                                               | 1995                                               |                                                    | 308                                                | 38                                                 |
| 2000                                               | 2000                                               |                                                    | 358                                                | 38                                                 |
| 2005                                               | 2005                                               |                                                    | 401                                                | 38                                                 |
| 2010                                               | 2010                                               |                                                    | 438                                                | 38                                                 |
| 2015                                               | 2015                                               |                                                    | 477                                                | 53                                                 |
| 2020                                               | 2020                                               |                                                    | 498                                                | 53                                                 |
| Anm.: Ny tätort 1980                               |                                                    |                                                    |                                                    |                                                    |

## Bildgalleri

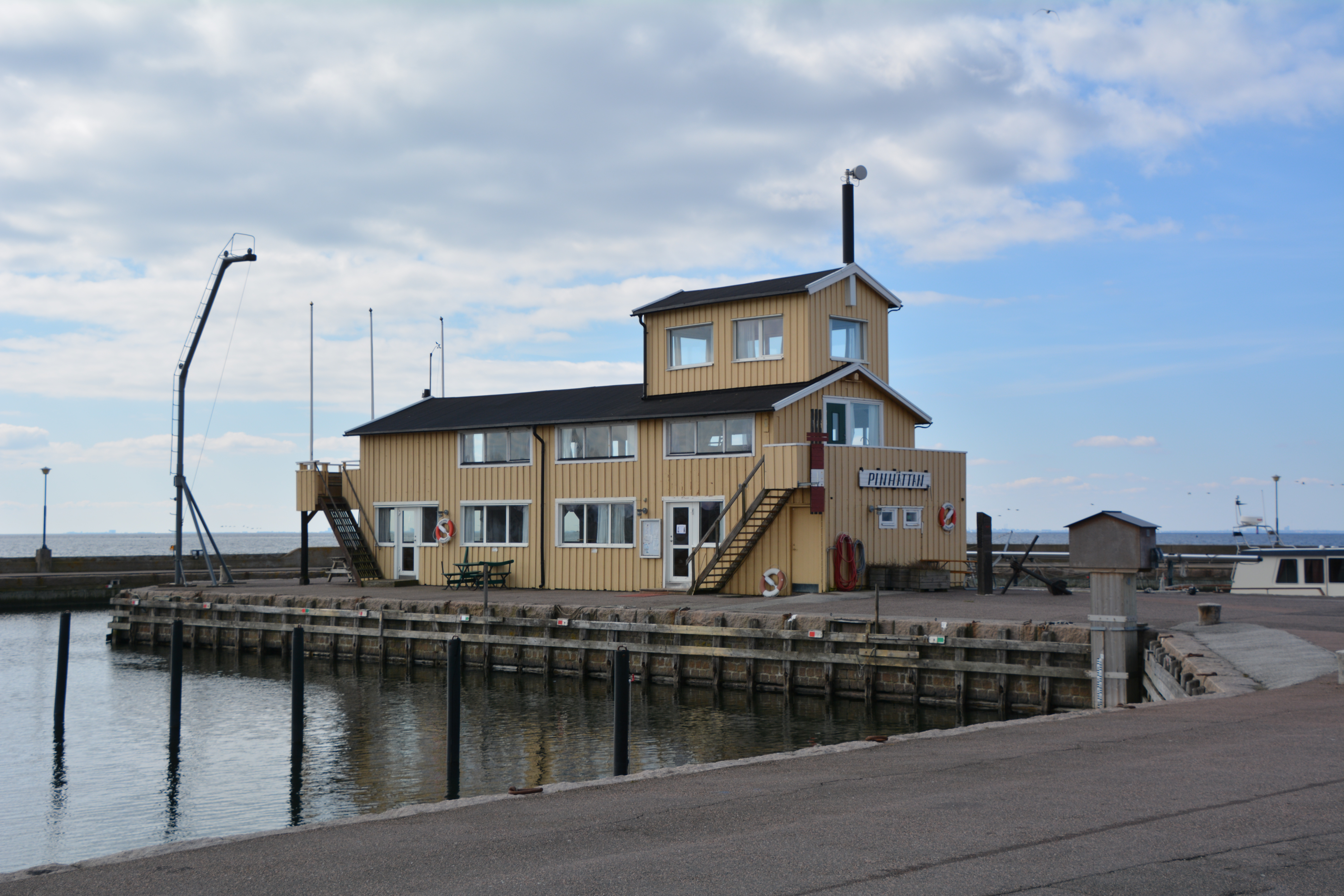
Båtklubbshuset
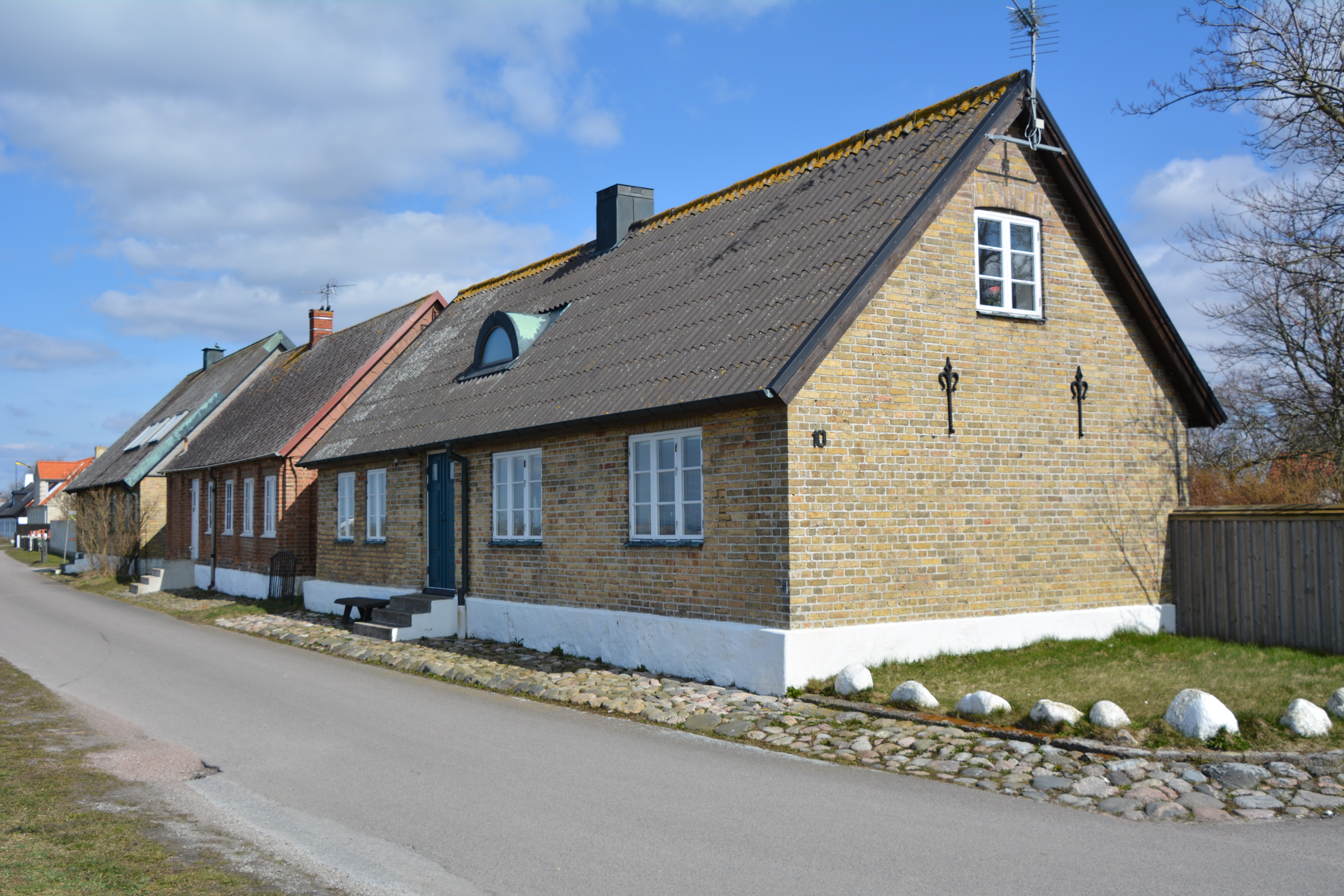
Skansvägen
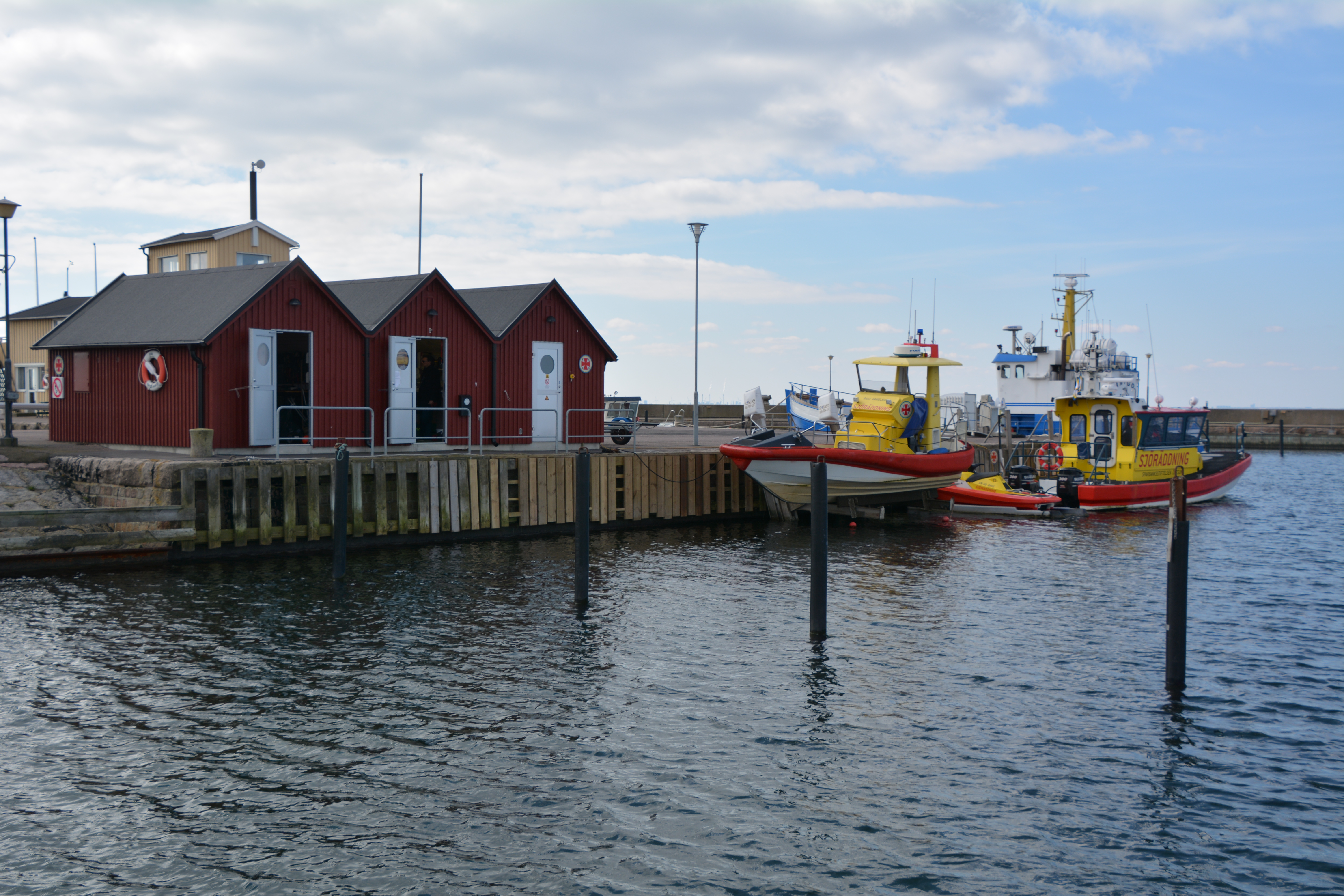
Sjöräddningssällskapets Räddningsstation Barsebäckshamn